# Ставрография
Ставрография (от др.-греч. σταυρος — «дерево, крест» и γράφω — «пишу») — вспомогательная историческая дисциплина, изучающая историю и иконографию Креста — основополагающего символа христианства.

## История ставрографии
Начало ставрографии как науки, изучающей историю и иконографию Креста Христова, было заложено в начале XIX века трудами российских учёных и священников.
Значительный вклад в становление и развитие ставрографии внесли: архимандрит Макарий (Миролюбов), профессор Киевской духовной академии И. И. Малышевский, филологи-слависты И. С. Пальмов и М. Н. Сперанский, археолог граф А. С. Уваров, профессор Санкт-Петербургского университета И. А. Шляпкин, профессор Санкт-Петербургской духовной академии Н. В. Покровский, святой праведный Иоанн Кронштадтский, коллекционеры древностей супруги Б. И. и В. Н. Ханенко, а также ряд других церковных учёных, историков и искусствоведов.
К началу XX века ставрография оформилась как полноценная часть исторической науки и развивалась в основном в двух направлениях — богословском (изучение церковных преданий о Животворящем Кресте, сказаний о явленных и чудотворных крестах) и историческом (источниковедение, церковная археология, эпиграфика, этнография, история искусства, иконография и др.).
Революция 1917 года и последовавшие за ней отделение церкви от государства, агрессивная антирелигиозная пропаганда, создание Союза воинствующих безбожников (СВБ) под руководством Емельяна Ярославского и прочие деструктивные явления резко изменили положение дел. Из полноценной науки ставрография выродилась в описательное искусствоведение и любование предметами старины. Научные исследования в этой области были практически прекращены, запрещались издания о крестах, из библиотек изымались религиозные книги (передавались в Спецхран или уничтожались). В силу этого публикации на тему ставрографии в то время были очень редки, стали появляться работы, в которых христианские кресты интерпретировались как предметы дохристианской или внехристианской традиции.
Застой в развитии науки о кресте закончился лишь к концу XX века, начиная с широкого празднования тысячелетия Крещения Руси в 1988 году, когда стали активно появляться научные публикации историков, археологов, этнографов и искусствоведов о различных аспектах ставрографии.

## Настоящее время
В настоящее время идёт процесс возвращения ставрографии статуса отдельной вспомогательной исторической дисциплины.
В 2002 году группой православных историков и искусствоведов был создан «Православно-ставрографический Центр» — межрегиональная общественная организация содействия возрождению и развитию ставрографии. По словам руководителя центра С. В. Гнутовой основной его задачей является прославление Креста Господня путём собирания образов креста и сведений о крестах России. Центр призван осуществлять несколько функций: накопительную, которая связана со сбором и хранением образцов крестов и информации о них, а также ознакомительную, направленную на восстановление связи духовной и светской культур. Специалисты центра ведут работы по созданию системной базы данных по видам и типам крестов (от нательных до надглавных), проводят анализ их региональных особенностей. Новые технические возможности и компьютерные технологии позволяют выходить на качественно иной уровень осмысления этой тематики, что помогает современным мастерам — резчикам, ювелирам и кузнецам — в восстановлении и реставрации крестов, а также в создании новых форм.
При содействии центра был осуществлён выпуск трёх Ставрографических сборников, альбома «Крест в России», готовится к изданию специальный учебник с курсом лекций по ставрографии.

## Современная литература
- Овсянников О. В. Старинные поморские кресты по исследованиям 1982—1984 гг. // Двести лет арктической археологии / Отв. ред. И. Т. Кругликова; Институт археологии АН СССР. — М.: Наука, 1990. — С. 97-101. — 112 с. — (Краткие сообщения Института археологии; Вып. 200). — 1200 экз. — ISBN 5-02-009461-7.
- Овсяников О. В., Чукова Т. А. Северные деревянные кресты (к вопросу о типологии) // Язычество восточных славян : Сб. науч. тр. / Гос. музей этнографии народов СССР; Редкол.: И. В. Дубов (отв. ред.) и др. — Л.: ГМЭ, 1990. — С. 73-76. — 176, [2] с.
- Кузнецов В. П. История развития формы креста: Краткий курс православной ставрографии. — М.: Альманах «Жизнь вечная», 1997. — 40 с.
- Святославский А. В., Трошин А. А. Крест в русской культуре: Очерк русской монументальной ставрографии. — М.: Изд-во «Древлехранилище», 2000. — 175 с. — (Вспомогательные исторические дисциплины). — 500 экз. — ISBN 5-93646-011-8.
- Ставрографический сборник. Книга I. / Сборник статей / Под ред. С. В. Гнутовой. — М.: Изд-во Московской Патриархии; Изд-во «Древлехранилище», 2001. — 384 с. — 1500 экз. — ISBN 5-93646-019-3.
- Ставрографический сборник. Книга II: Крест в Православии. Сборник статей / Сост., науч. ред. и вступит. ст. С. В. Гнутовой. — М.: Изд-во Московской Патриархии; Изд-во «Древлехранилище», 2003. — 372 с. — 2000 экз. — ISBN 5-93646-049-5.
- Ставрографический сборник. Книга III: Крест как личная святыня. Сборник статей / Сост., науч. ред. и вступит. ст. С. В. Гнутовой. — М.: Изд-во Московской Патриархии; Изд-во «Древлехранилище», 2005. — 700 с. — 2500 экз. — ISBN 5-93646-082-7.
- Крест в России. Альбом / Авт.-сост. С. В. Гнутова; Макет и худож. оформ., подбор ил.: Б. В. Трофимов. — М.: Изд-во «Даниловский Благовестник», 2004. — 284 с. — 5000 экз. — ISBN 5-89101-147-6.
- Святославский А. В. «Кресту Твоему покланяемся…»: Введение в православную ставрографию. — М.: Твердислов, 2005.
  - Святославский А. В. «Кресту Твоему покланяемся…» : История, символика и формы православного креста. — 2-е изд., испр. — М.: Изд-во «Древлехранилище», 2007. — 88 с. — 1500 экз. — ISBN 978-5-93646-117-0.
- Шейдаев Э. И., Анашкевич М. А. Русский крест: Символика православного надглавного креста / Фотографии: Э. Шейдаев; Текст: М. Анашкевич. — М.: АСТ; Астрель, 2006. — 304 с. — 2500 экз. — ISBN 5-17-034645-X, ISBN 5-271-13127-0.
- Смирнова И. М. Тайная история креста. — М.: Эксмо, 2006. — 320 с. — 12 100 экз. — ISBN 5-699-17114-2, ISBN 5-699-17116-9.
- Пермиловская А. Б. Деревянный крест — символ освоения сакрального ландшафта Русского Севера // Ярославский педагогический вестник. 2008.
- Ульянов А. В. Русская символика. — М.: АСТ: Астрель, 2009. — С. 213-290. — 479 с. — ISBN 978-5-17-060640-5, ISBN 978-5-271-24363-9.
- Шахнович М. М., Бельский С. В. «Новгородские» каменные кресты Западного Приладожья // Свод археологических источников Кунсткамеры. Вып. 2. Эпоха бронзы – позднее средневековье. СПб., 2009. С. 176–185.
- Шахнович М. М. Монументальные каменные кресты Карелии // Новгород и Новгородская земля: История и археология. Вып. 23. В. Новгород, 2009. С. 345-365.
- Шахнович М. М. Каменные кресты Карелии // Учёные записки Петрозаводского государственного университета. № 5 (110). Петрозаводск, 2010. С. 27–35.
- Молодин В. И. Очерки по ставрографии. — 2-е изд., испр. и доп. — Красноярск: КГПУ им. В. П. Астафьева, 2010. — 172 с. — 100 экз.
- Колпакова Ю. В., Костючук Л. Я. Псковские нательные кресты с надписями XIV—XVIII вв. (предварительные итоги наблюдений) // Вестник Псковского государственного педагогического университета им. С. М. Кирова. Сер. Социально-гуманитарные и психолого-педагогические науки. Вып. 13. Псков: ПГПУ, 2011. — 242 с. — С. 119-136.
- Крест в Русском небе: Надглавные кресты России : альбом / Текст Н. М. Шулаковой; фот. Д. Л. Илина. — М.: Даниловский благовестник, 2013. — 392 с. — ISBN 978-5-89101-256-1.
- Петров Д. Д. Обетные кресты Лешуконья // Вестник Антропологии. М., 2015. № 1(29). С. 50-68.
- Петров Д. Д. Сакральная география восточных районов Архангельской области : Автореферат диссертации на соискание учѐной степени кандидата исторических наук. — Москва, 2015. — 30 с.
- Панченко В. Б. Деревянные поклонные кресты Поволховья: Расшифровка основных криптограмм, встречающихся на ладожских крестах. Каталог. — СПб.: Каламос, 2016. — 64 с. — 1000 экз. — ISBN 978-5-905836-29-9. (Рецензия)
- Самойлова Е. В. Группы обетных крестов Белого моря: прогностические и темпоральные аспекты обрядовых практик в с. Шуерецкое Беломорского р-на Республики Карелия // Традиционная культура: Научный альманах. 2017. Том 18, № 1 (65). С. 23-37.
- Гуреев Е. М. Поклонные кресты Русского Севера XVI—XVII: обзор отечественной историографии // Вестник ПСТГУ. Серия II: История. История Русской Православной Церкви. 2018. Вып. 81. С. 11-23.